# Никола Мишковић
Никола Мишковић (Торуњ, 25. јануар 1999) је српски кошаркаш. Игра на позицијама крила и крилног центра.

## Каријера

### Клупска
Са кадетима Меге је 2016. године освојио првенство Србије, што је била прва титула за млађе категорије клуба. У сезони 2016/17. је предводио јуниоре Меге до другог места на Финалном турниру јуниорске Евролиге у Истанбулу, а освојено је и друго место у Србији.
У јануару 2017. је потписао први професионални уговор са Мегом. Током сезоне 2017/18. је играо и на позајмици у Беовуку. Напустио је Мегу по окончању такмичарске 2020/21. У септембру 2021. потписао је уговор са пољском екипом Арка Гдиња. Услед мале минутаже је раскинуо уговор са пољским клубом након чега је у новембру 2021. потписао за Подгорицу.

### Репрезентативна
Наступао је за кадетску и јуниорску репрезентацију Србије а управо је са јуниорима Србије освојио златну медаљу на Европском првенству за играче до 18 година које је одржано 2017. у Словачкој. На поменутом турниру је изабран за најкориснијег играча шампионата, где је у просеку бележио 12,6 поена и 5,9 скокова.

## Приватан живот
Отац Дејан је био познати кошаркаш који је наступао за бројне клубове, а млађи брат Новак је наступао за млађе категорије Мега Бемакса.

## Успеси

### Репрезентативни
- Европско првенство до 18 година:  2017.

### Појединачни
- Најкориснији играч Европског првенства до 18 година (1): 2017.